# Mauro Senise
Mauro Alceu Amoroso Lima Senise (Rio de Janeiro, 18 de maio de 1950) é um saxofonista, flautista, arranjador e professor de música brasileiro.
Iniciou sua carreira em 1972. Estudou flauta clássica com Odette Ernest Dias e sax com Paulo Moura. Durante muitos anos tocou e gravou com grandes mestres como Hermeto Pascoal, Egberto Gismonti, Wagner Tiso e Luis Eça e com o Grupo Um.
Junto com Pascoal Meirelles fundou o grupo Cama de Gato em 1985. Em 1988, Mauro gravou seu primeiro disco solo, Mauro Senise, e no ano seguinte, o segundo, Jade. Em parceria com o compositor, pianista e arranjador Gilson Peranzzetta, lançou 10 CDs. Em abril de 2002, Mauro lança mais um CD solo, Vênus. Em maio de 2002, foi um dos solistas, no Lincoln Center, em Nova York, do espetáculo The Music by Pixinguinha, dirigido pelo violonista Romero Lubambo.
Em 2005, lança o disco Tempo Caboclo, onde convida o arranjador, pianista, vibrafonista e compositor Jota Moraes. Este trabalho foi indicado para o Latin Grammy 2006 na categoria Melhor Álbum de Música Clássica. Também em 2006, lança pela Biscoito Fino o novo CD, “Casa Forte – Mauro Senise toca Edu Lobo”, com participação do compositor.
Em 2009, Mauro lança mais um CD pela Biscoito Fino, “Lua Cheia – Mauro Senise toca Dolores Duran e Sueli Costa”, e é mais uma vez indicado para o Latin Grammy 2009, na categoria Melhor Álbum Instrumental. Em 2011, foi solista, em Amsterdam, de concerto da orquestra holandesa Metropole juntamente com Edu Lobo e Gilson Peranzzetta.
Em 2012, Mauro lança o CD e DVD “Afetivo”, que celebra seus 40 anos de carreira e reúne músicos que foram fundamentais na sua música, como Egberto Gismonti, Hermeto Pascoal, Gilson Peranzzetta, Edu Lobo, Jota Moraes, Sueli Costa, Rosana Lanzelotte e Wagner Tiso, entre muitos outros.
Em 2014 lança o CD “Danças”, com participação de Jota Moraes, Cristóvão Bastos, Gilson Peranzzetta e Antonio Adolfo, entre outros instrumentistas. Na mesma embalagem do CD, um DVD com quatro das músicas gravadas no CD coreografadas e dançadas por Deborah Colker e Chico Diaz, com direção de Walter Carvalho.
Em 2015, comemorando 25 anos de parceria com Gilson Peranzzetta, os dois lançam o CD “Dois na Rede”.
Em 2016, Senise lança seu 15º projeto solo: o CD e DVD “Amor até o fim – Mauro Senise toca Gilberto Gil” (Fina Flor), reunindo vários instrumentistas brasileiros de primeira linha como Cristóvão Bastos, Gilson Peranzzetta, Jota Moraes, Romero Lubambo, Kiko Horta e Mingo Araújo, entre outros craques. Gil participa da faixa “Preciso aprender a só ser”. Ainda em 2016, Senise lança em duo com o violonista brasileiro radicado nos EUA Romero Lubambo, o CD “Todo Sentimento”, com participação especial de Edu Lobo, Jota Moraes, Mingo Araújo, Kiko Horta e Bruno Aguilar.
Em maio de 2017, lança o CD “Dos navegantes”, uma parceria de Mauro com Edu Lobo e Romero Lubambo. A liga funcionou tão bem no CD “Todo sentimento” que o trio resolveu gravar este novo projeto. Que traz músicas pouco conhecidas do mestre Edu, inclusive uma inédita, “Noturna”. “Dos Navegantes” venceu o Grammy Latino de 2017 de Melhor Álbum de MPB.
Em 2018, Edu, Mauro e Romero se reuniram para gravar outro CD, “Quase Memória”, lançado no primeiro semestre de 2019 e trazendo duas músicas inéditas de Edu: “Silêncio”, com letra de Vinicius de Moraes, e “Peregrina”.
Também em 2019, Senise lança mais um CD, além de “Quase Memória”: “Cinema a Dois”, em parceria com Gilson Peranzzetta, com quem mantém um duo há 30 anos. No repertório, trilhas inesquecíveis de filmes.
Em 2020, o guitarrista e arranjador Roberto D’Araújo e Senise lançam dois CDs virtuais:  “Saudades da Música”, com composições de Roberto, e “Cinema Musical”, com temas de filmes e de musicais americanos. A orquestra é com instrumentos sampleados. No mesmo ano, Mauro lança também o CD virtual CD “Ilusão à Toa – Mauro Senise toca Johnny Alf”, este gênio, que foi um precursor da Bossa Nova e reverenciado pelos principais músicos brasileiros.
Em 2021, em parceria com o compositor, arranjador e guitarrista Roberto D’Araújo, Senise lança os CD digitais, com arranjos para orquestra virtual, Saudades da Música (com composições do Roberto), Cinema Musical (com temas de filmes) e Melodia Brasileira (clássicos da MPB). Também em 2021, Mauro lança outro CD digital, Reflexos, como pianista e compositor Alberto Chimelli.
Em 2021, o Canal Mauro Senise no Youyube ultrapassa um milhão de visualizações.
Em 2022, Cristóvão Bastos e Mauro Senise lançam o CD Choro Negro – CristóvãoBastos e Mauro Senise tocam Paulinho da Viola (Biscoito Fino), celebrando os 80 anos do mestre Paulinho.

## Discografia
- (2022) Choro Negro - Cristovão Bastos e Mauro Senise tocam Paulinho da Viola • Biscoito Fino - CD
- (2021) Reflexos (Alberto Chimelli e Mauro Senise)  • CD Virtual
- (2021) Melodia Brasileira (Mauro Senise e Roberto D'Araujo) • CD Virtual
- (2020) Ilusão à Toa (Mauro Senise) • Biscoito Fino - CD
- (2020) Cinema Musical (Mauro Senise e Roberto D'Araujo) • CD Virtual
- (2020) Saudades da Música (Mauro Senise e Roberto D'Araujo) • Agracadabra - CD
- (2019) Cinema a Dois (Gilson Peranzzetta e Mauro Senise) • Fina Flor - CD
- (2019) Quase Memória (Edu Lobo, Mauro Senise e Romero Lubambo) • Biscoito Fino - CD
- (2017) Dos Navegantes (Edu Lobo, Mauro Senise e Romero Lubambo) • Biscoito Fino - CD
- (2016) Todo Sentimento (Mauro Senise e Romero Lubambo) • Fina Flor - CD
- (2016) Amor Até o Fim - Mauro Senise Toca Gilberto Gil • Fina Flor - CD, DVD
- (2015) Dois Na Rede (Gilson Peranzzetta e Mauro Senise) • Fina Flor - CD
- (2014) Danças (Mauro Senise) • Biscoito Fino - CD, DVD
- (2012) Afetivo (Mauro Senise) • Biscoito Fino – CD, DVD
- (2010) Melodia Sentimental (Gilson Peranzzetta, Mauro Senise e Silvia Braga) • Biscoito Fino
- (2010) Linha de passe (Gilson Peranzzetta e Mauro Senise) • Biscoito Fino – CD
- (2009) Lua Cheia (Mauro Senise) • Biscoito Fino • CD
- (2008) Êxtase (Mauro Senise e Gilson Peranzzetta) • CD
- (2008) Caixa de música (Mauro Senise, Kiko Continentino e Leonardo Amuedo) • CD
- (2007) Casa Forte – Mauro Senise toca Edu Lobo (Mauro Senise) • Biscoito Fino • DVD
- (2006) Casa Forte – Mauro Senise toca Edu Lobo (Mauro Senise) • Biscoito Fino • CD
- (2005) Tempo caboclo (Mauro Senise e Jota Moraes) • Biscoito Fino • CD
- (2005) Extra de Vários - Gilson Peranzzetta, Mauro Senise e David Chew • Marari Discos • CD
- (2003) Frente a frente (Gilson Peranzzetta e Mauro Senise) • Marari Discos • CD
- (2002) Vênus (Mauro Senise) • Independente • CD
- (2002) Água de Chuva (Cama de Gato) • Perfil Musical • CD
- (2001) Dançando nas nuvens (Mauro Senise) • Independente • CD
- (1999) Virtuoso (Mauro Senise) • CD
- (1998) Amendoim torrado (Cama de Gato) • Albatroz • CD
- (1997) Pressão alta (Mauro Senise e Raul Mascarenhas) • Afam • CD
- (1997) Paraty (Romero Lubambo e Mauro Senise) • Perfil Musical • CD
- (1993) Dança da lua (Cama de Gato) • Line Records • CD
- (1993) Vera Cruz (Gilson Peranzzetta e Mauro Senise) • Vison • CD
- (1990) Sambaíba (Cama de Gato) • Som da Gente • CD
- (1990) Uma parte de nós (Gilson Peranzzetta e Mauro Senise) • Vison • CD
- (1989) Jade (Mauro Senise) • Vison • LP
- (1988) Guerra fria (Cama de Gato) • Som da Gente • LP
- (1988) Mauro Senise (Mauro Senise) • Vison
- (1986) Cama de Gato (Cama de Gato) • Som da Gente • LP
- (1982) Alquimia (Mauro Senise e Robertinho Silva) • Lira Paulistana • LP
- (1981) Grupo Um - Reflexão Sobre a Crise do Desejo •  LP
- (1979) Grupo Um - Marcha Sobre a Cidade • LP

## Apresentações
- Melodia sentimental. Show de lançamento do CD. Gilson Peranzzetta, Mauro Senise e Silvia Braga.(2010) Sala Baden Powell, Rio de Janeiro.
- Casa da lua cheia. (2008) Sala Cecília Meireles, Rio de Janeiro.
- Kuhmo Chamber Music Festival, Finlândia. (1998)
- XII Free Jazz Festival. Mauro Senise e Raul Mascarenhas. (1997) Rio de Janeiro.
- Free Jazz Festival. (1989) São Paulo.
- Espetáculo em homenagem ao conjunto The Beatles, com arranjo e regência de George Martin. (1984)